# Formica whymperi
Formica whymperi é uma espécie de formiga do gênero Formica, pertencente à subfamília Formicinae.